# 1811 en philosophie
Chronologie de la philosophie
- 1807
- 1808
- 1809
- 1810
- 1811
- 1812
- 1813
- 1814
- 1815

L’année 1811 a été marquée, en philosophie, par les événements suivants :

## Cours
- Propédeutique , cours donnés par Hegel à Nuremberg de 1809 à 1811.

## Naissances
- 6 mars : Giuseppe Ferrari, philosophe et homme politique italien, mort en 1876.